# Червоное (Гомельская область)
Червоное (бел. Чырво́нае) — посёлок, центр Червоненского сельсовета Житковичского района Гомельской области Белоруссии.
На юге и западе граничит с лесом.

## География

### Расположение
В 24 км на север от районного центра и железнодорожной станции Житковичи (на линии Лунинец — Калинковичи), 257 км от Гомеля.

## Транспортная сеть
Транспортные связи по просёлочной, затем автомобильной дороге Морохорово — Любань. Застройка кирпичная и деревянная, усадебного типа.

## История
Основан  в 1963 году специалистами торфяной промышленности Советского Союза, строителями треста СМУ-8, а также переселенцами из соседних деревень. 
Основное градообразующее предприятие — торфобрикетный завод.

## Население

### Численность
- 2004 год — 569 хозяйств, 1490 жителей.

### Динамика
- 2004 год — 569 хозяйств, 1490 жителей.

## Инфраструктура
В посёлке есть врачебная амбулатория общей практики, детская музыкальная школа искусств, средняя школа, спортзал, детский сад, клуб.

## Культура
- Дом культуры

## События и мероприятия
- Народный праздник «Купалле» (6 июля 2025).

## Достопримечательность
- Храма в честь святого Архангела Михаила.